# 鍋盔

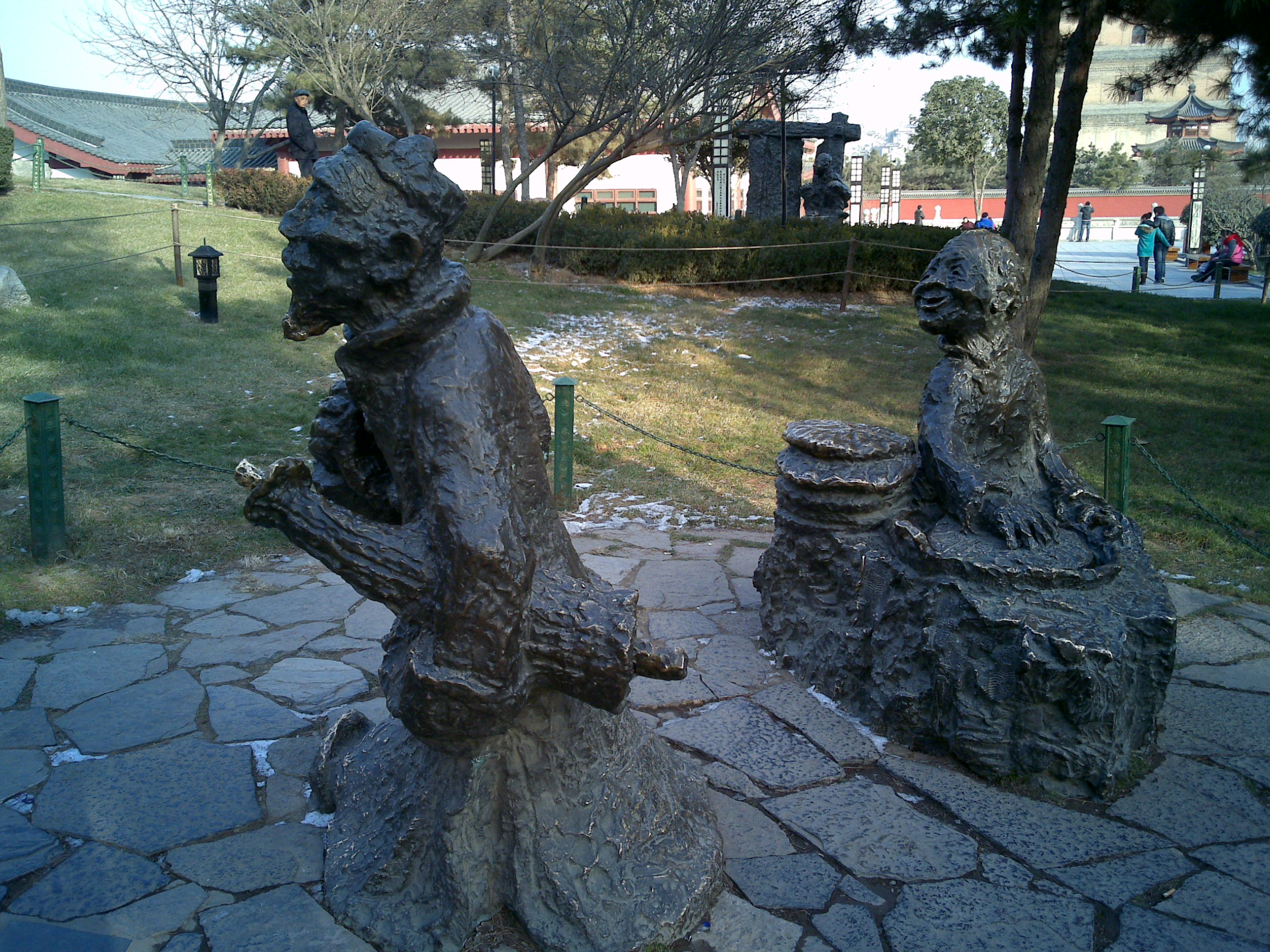
关中八大怪铜雕——锅盔像锅盖

鍋盔是陝西、四川、甘肃及湖北等地流傳已久的民間小吃，类似于馕。鍋盔整體呈圓形，直徑約一尺左右，厚1寸，重量約5斤。比較有名的鍋盔小吃有陝西肉夾饃、四川鍋盔涼粉。

## 名稱典故
锅盔的起源有两种说法：在陕西，相傳武周（唐武則天）時期，官兵在乾县為武則天修建乾陵時，因工程鉅大，大量民工需要忙碌工作，且工地無烹調用具，所以官兵以頭盔為炊具來烙製麵餅，故取名鍋盔，后来发展为乾县锅盔；在四川，相传三国时期，张飞领蜀军在成都彭州军屯镇屯军时，因不善烹饪，张飞有一次烙饼烙糊了，战场上却意外地帮自己抵挡住了一次攻击，由此得名锅（烙铁）盔，后来发展为军屯锅盔。

## 用料製法
- 材料：麥麵精粉、麵粉
- 用具：壓秆
- 製法：以淺鍋將材料慢火烘烤至外表斑黃，再切成塊狀，可見切口砂白，口感香酥，可久存，為民間日常小吃。

## 常见品种

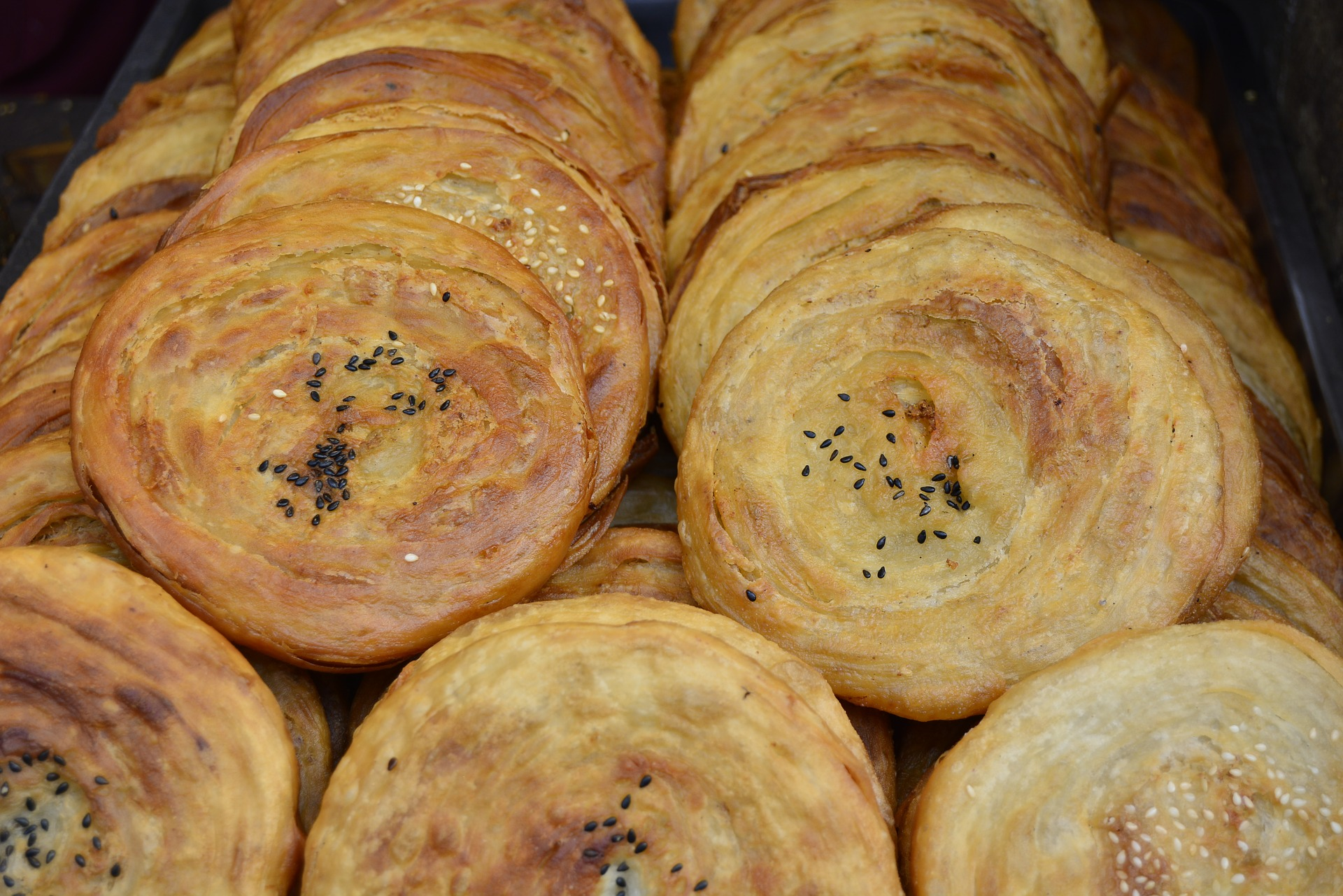
四川锅盔

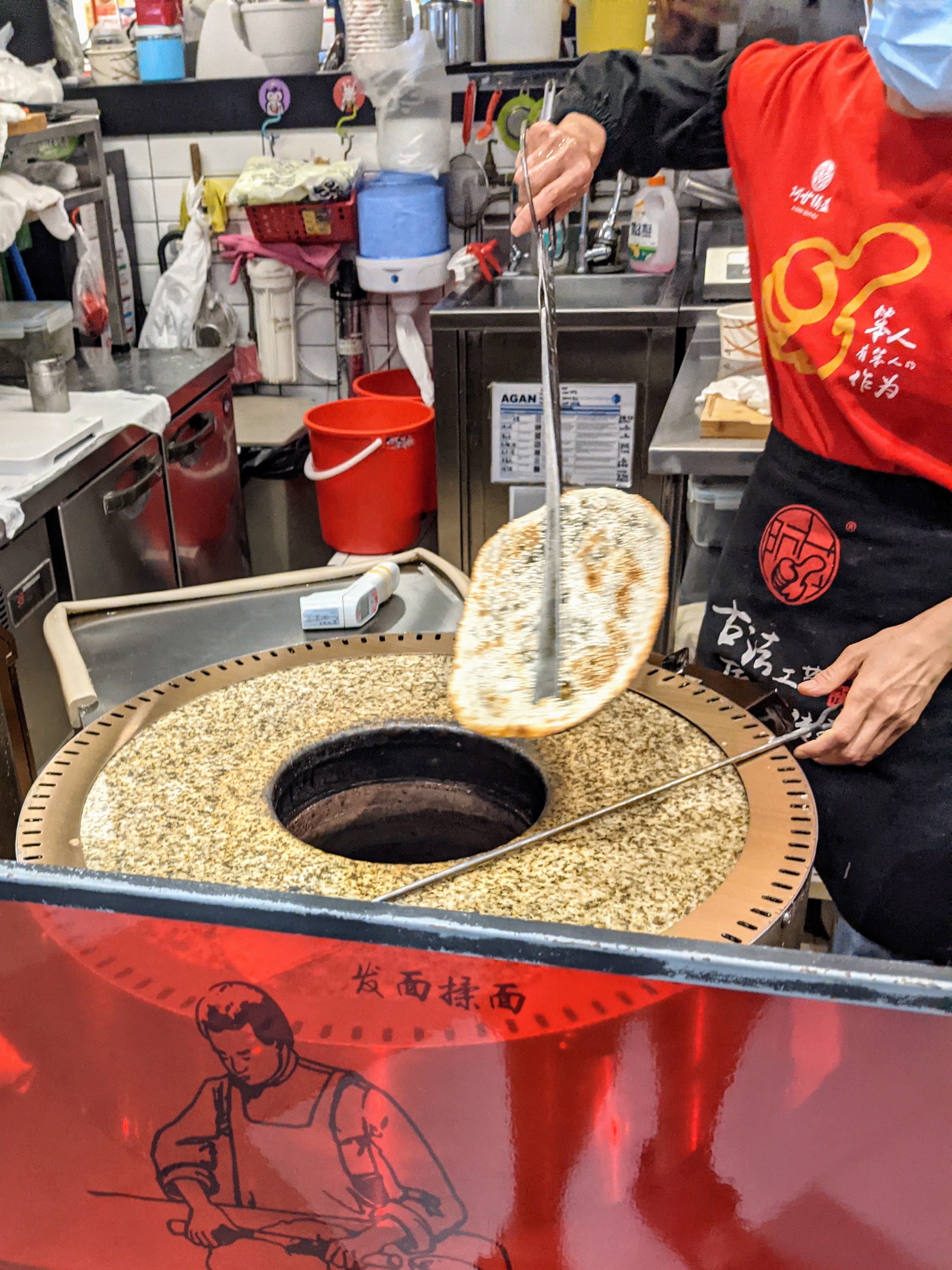
正在烤制的荆州锅盔

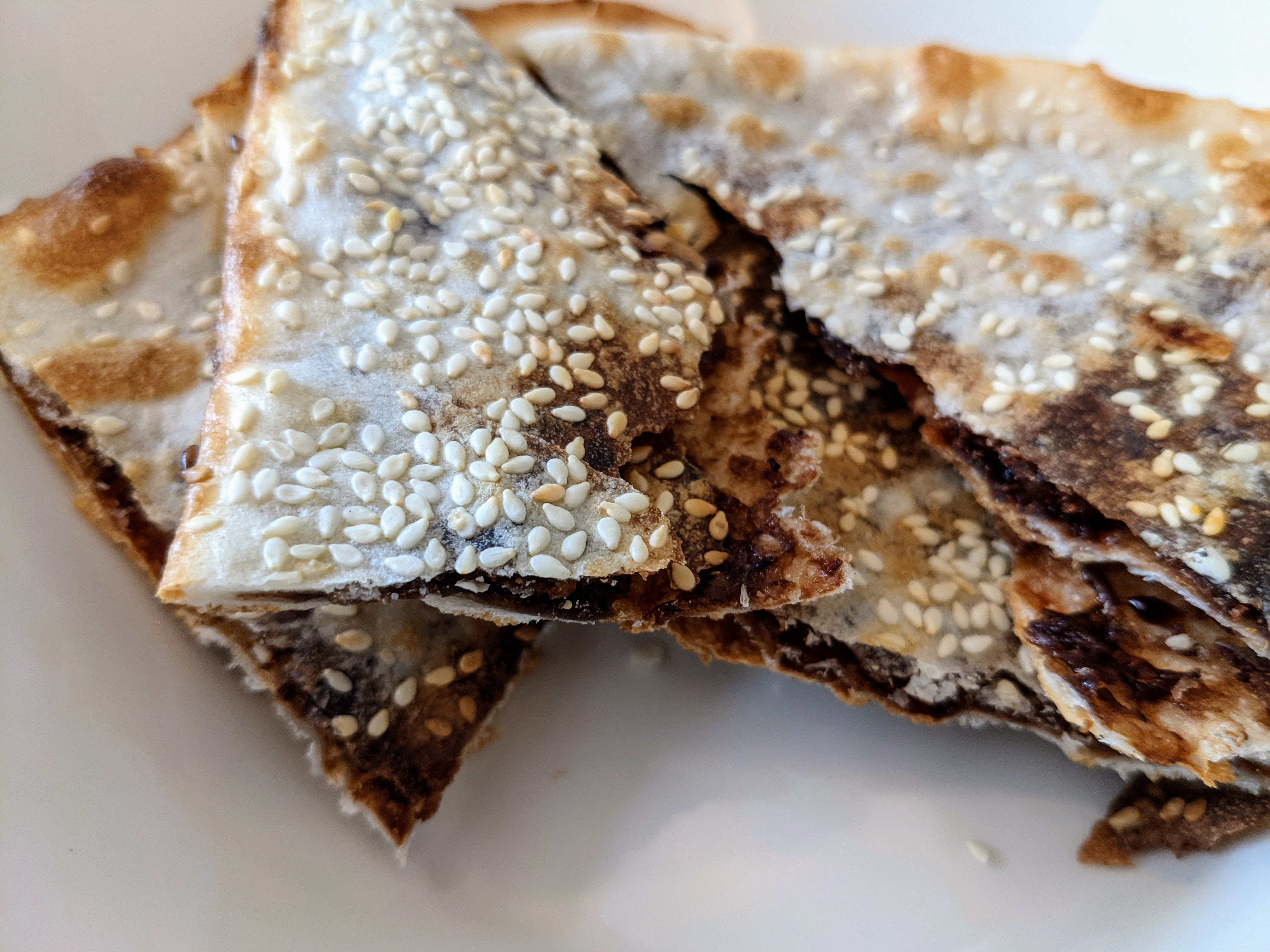
切块的红豆泥荆州锅盔

### 四川彭州军屯锅盔
相传四川的锅盔发源于成都彭州军屯镇，因而得名。军屯锅盔较薄，有多种口味，常作为街头小吃叫卖。

### 四川南充锅盔凉粉
锅盔凉粉又称鍋盔夾涼粉，流行于四川南充，将烤好的锅盔切开，加入凉粉，即可制作完成。

### 陝西肉夾饃
锅盔在陕西又叫肉夾饃，是一种直径20厘米至50厘米左右的厚烤饼，烤熟后从边缘切开，可夹各种食物，最典型的是夹油泼辣子或辣椒酱。

### 陝西乾縣鍋盔
陕西乾縣鍋盔直徑巨大，可達50厘米，是關中十大怪之一。

### 湖北荆州锅盔
荆州锅盔，做法是用面粉、水、酵母和糖做成的面团，里面要么是鸡肉、牛肉、泡菜等咸味馅料，要么是红豆泥等甜味馅料。然后将其压扁并在圆柱形炭炉中煮至酥脆。由于制备过程类似于在泥炉中制作印度烤饼，因此这道菜有时被称为“中国烤饼”。